# Salangana lluenta

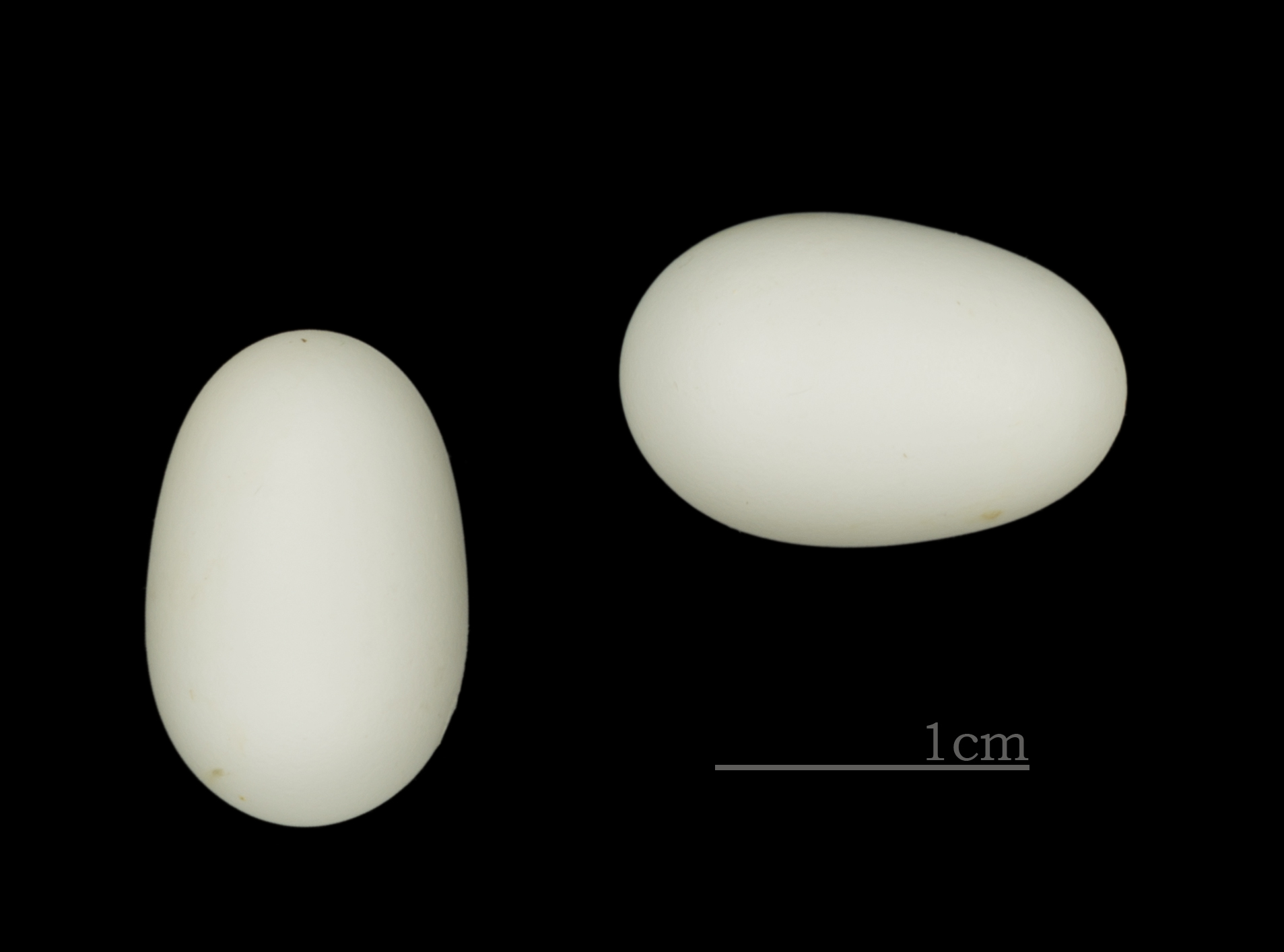
Ous

La salangana lluenta (Collocalia esculenta) és una espècie d'ocell de la família dels apòdids (Apodidae) que habita boscos i camp obert, criant dins de coves a la Península Malaia, illes Andaman, Nicobar, Christmas, Sumatra, Borneo, Sulawesi, Illes Petites de la Sonda, Moluques, Kai, Nova Guinea, Bismarck i Salomó.